# Ehemalige Rechtsformen von Personengesellschaften in Österreich
Nach dem umfassenden Handelsrechts-Änderungsgesetz 2005 (HARÄG) traten folgende Personengesellschaften mit 1. Januar 2007 außer Kraft und wurden in offene Gesellschaften umgewandelt bzw. ersetzt.
Die Erwerbsgesellschaften mussten die Rechtsform im Namen der Gesellschaft bis spätestens 1. Januar 2010 im Firmenbuch an die neue Form angepasst haben: 
- die Offene Handelsgesellschaft (OHG)
- die Offene Erwerbsgesellschaft (OEG)
- die Kommanditerwerbsgesellschaft (KEG)